# سينثيا نيكولاس
سينثيا نيكولاس (بالإنجليزية: Cynthia Nicholas)‏ هي راكبة الكنو أسترالية، ولدت في 5 سبتمبر 1937.

## وصلات خارجية
- سينثيا نيكولاس على موقع أوليمبيديا (الإنجليزية)
- سينثيا نيكولاس على موقع اللجنة الأولمبية الأسترالية (الإنجليزية)